# O călătorie spre centrul Pământului (serial din 1967)
Călătorie spre centrul Pământului (1967, titlu original: Journey to the Center of the Earth) este un serial TV american de animație science fiction. A fost transmis sâmbătă dimineața și este format din 17 episoade, fiecare cu durata de 30 de minute. Produs de Filmation în asociere cu 20th Century Fox Television, a fost difuzat între 9 septembrie 1967 și 6 septembrie 1969 la ABC Saturday Morning. Ted Knight a interpretat vocea profesorului Lindenbrook/Sacknussem. Mai târziu a fost prezentat în reluări la emisiunea Cartoon Quest de la Sci Fi Channel.
Se pare că a avut ca inspirație filmul din 1959, mai degrabă decât romanul original din 1864 al lui Jules Verne. Cu toate acestea, s-a îndepărtat și mai mult de romanul lui Verne decât filmul din 1959. 
În prezent, nu există planuri de a lansa serialul pe DVD și/sau pe Blu-ray din partea companiei 20th Century Studios Home Entertainment, deși majoritatea serialului este disponibil pentru vizionare pe YouTube.

## Distribuție
Roluri de voce
- Ted Knight - Profesorul Oliver Lindenbrook / Comte Saccnusson
- Pat Harrington Jr. - Alec McEwen / Lars / Torg
- Jane Webb - Cindy Lindenbrook

## Episoade
| Nr. | Titlu                       | Scenariu                                        | Premiera           |
| --- | --------------------------- | ----------------------------------------------- | ------------------ |
| 1 | „Arena of Fear”             | Ralph Goodman                                   | 9 septembrie 1967  |
| După ce exploratorii ajută o fiară aparent înfricoșătoare, aceasta se dovedește a fi blândă. Mai târziu, ei descoperă că a fost prins împreună cu alte creaturi împreună cu Lindenbrook de un om gigantic al cavernelor. Acest om al cavernelor eliberează fiarele pentru a-l urmări pe Lindenbrook, dar omul-fiară își amintește actul de bunătate al lui Lindenbrook și îl salvează. |                             |                                                 |                    |
| 2 | „Caveman Captives”          | Bill Keenan                                     | 16 septembrie 1967 |
| 3 | „The Creative World”        | Ken Sobol                                       | 23 septembrie 1967 |
| 4 | „Creatures of the Swamp”    | Ken Sobol                                       | 30 septembrie 1967 |
| 5 | „The Doomed Island”         | Ken Sobol                                       | 7 octombrie 1967   |
| 6 | „The Frozen Furies”         | Donald R. Christensen                           | 14 octombrie 1967  |
| 7 | „The Labyrinth Builders”    | Fred Halliday                                   | 21 octombrie 1967  |
| 8 | „Land of the Dead”          | Ken Sobol                                       | 28 octombrie 1967  |
| 9 | „The Living City”           | Ken Sobol                                       | 4 noiembrie 1967   |
| 10 | „The Living Totems”         | Marshall Williams and Kenneth Rotcop            | 11 noiembrie 1967  |
| 11 | „Moths of Doom”             | Ken Sobol                                       | 18 noiembrie 1967  |
| 12 | „Ocean of Destruction”      | Ken Sobol                                       | 25 noiembrie 1967  |
| 13 | „Perils of Volcano Island”  | Larry Goldman Based on a story by: Barry Gaines | 2 decembrie 1967   |
| 14 | „Return of Gulliver”        | Ken Sobol                                       | 9 decembrie 1967   |
| 15 | „Revenge of the Fossils”    | Ken Sobol                                       | 16 decembrie 1967  |
| 16 | „Sleeping Slaves of Zeerah” | Donald R. Christensen                           | 23 decembrie 1967  |
| 17 | „Trail of Gold”             | Ken Sobol                                       | 30 decembrie 1967  |